# 제1통신여단 (영국)
제1(영국)통신여단(영어: 1 (UK) Signals Brigade)은 영국 육군의 군사 통신 여단으로, 북대서양 조약 기구의 연합신속대응군단(ARRC)에 대한 통신 지원을 맡고 있다.

## 역사

### 제1차 편성
1966년 국방백서에 세워진 왕립통신대의 계획에 따라 따라 1968년 4월 1일에 어스킨 막사에서 제1통신단으로 창설되었다.
1981년 국방백서에 따라 1982년에 제1통신여단으로 개명되고, 제244통신전대 (항공지원)를 전속받아 RAF 브리즈 노턴에서 통신 지원을 하다가 1987년에 제2통신여단에 병합되었다.

### 제2차 편성
1995년 1월 1일, 보스니아 헤르체고비나에 배치되어 주둔하는 IFOR에 군사 통신을 지원하기 위한 여단이 재편성되었다. 1999년에 이어서 KFOR을 지원하였다.
2010년 8월에 ARRC와 함께 글로스터 인스워스에 있는 임진 막사로 재배치되었다.
육군 2020 계획에 의하면, 제16통신연대는 2015년에 스태퍼드로 재배치되며 제1통신여단을 떠나게 된다. 남은 제22, 30통신연대는 ARRC와 JRRC를 지원하는 임무를 맡게 된다.

## 부대

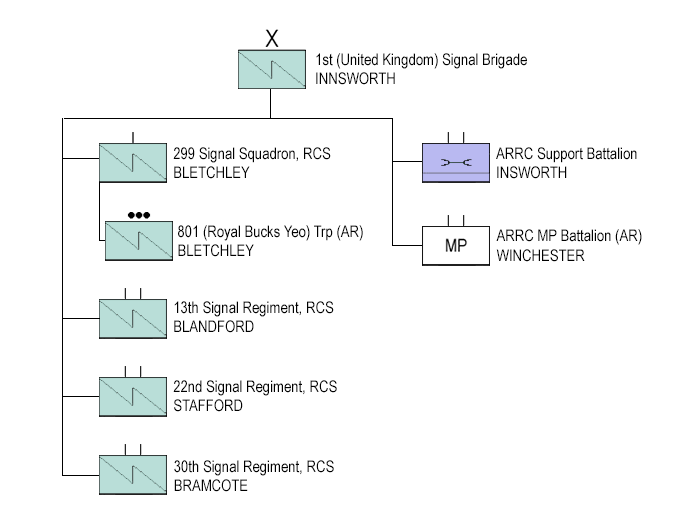
2020년 조직 구조

### 현재
- 제13통신연대
- 제22통신연대 - 스태퍼드
제3사단과 제16공중강습여단, 합동 헬리콥터 사령부를 지원한다.[2]
- 제30통신연대 - 브람코테
- 제299통신전대 (특별 통신) - 블렛체리
- ARRC 지원대대 - 인스워스

### 과거
- 정규군
  - 제12통신단
  - 제7통신연대
  - 제16통신연대
- 예비군 및 향토군
  - 제33(랭커셔 및 체셔)통신연대, 2004년 ~ 2009년
  - 제34(노턴)통신연대, 2004년 ~ 2009년
  - 제35(사우스미드랜드스)통신연대, 2004년 ~ 2009년
  - 제33(스코티시)통신연대
  - 제39(스키너스)통신연대

## 기록

### 계보
- 1966년 4월 1일, 1st Signal Group →제1통신단
- 1982년, 1st Signal Brigade →제1통신여단
- 1995년, 1 (UK) Signal Brigade →제1(영국)통신여단

### 소속
- 육군전략사령부, 1968년 4월 1일
- 영국 지상군 본부, 1972년 4월 1일
- 전력군사령부, 2015년
- 제6(영국)사단, 2019년

- 연합신속대응군단, 배속

## 참고
1. ↑  “Army 2020 Report” (PDF) (영어). United Kingdom Ministry of Defence. 2015년 3월 17일에 확인함.
2. ↑  “22 Signal Regiment”. British Army. 2014년 11월 6일에 확인함.